# Sepp Müller

Sepp Müller (2025)

Sepp Müller (* 22. Januar 1989 in Lutherstadt Wittenberg) ist ein deutscher Politiker (CDU). Er ist seit 2017 Mitglied des Deutschen Bundestages und seit Dezember 2021 stellvertretender Vorsitzender der CDU/CSU-Bundestagsfraktion.

## Leben und Beruf
Müller wurde als Sohn eines Speditionsunternehmers in Lutherstadt Wittenberg geboren und wuchs gemeinsam mit seiner jüngeren Schwester und späteren Handballnationalspielerin Caroline Müller-Korn in Gräfenhainichen auf.
Nach dem Abitur am Paul-Gerhardt-Gymnasium in Gräfenhainichen machte Müller von 2007 bis 2010 eine Ausbildung zum Bankkaufmann bei der Sparkasse Wittenberg. Anschließend arbeitete er als selbstständiger Kundenberater bei der S – Die Finanzberater Sparkassen GmbH. 
Parallel dazu absolvierte Müller von 2010 bis 2013 eine berufsbegleitende Weiterbildung zum Bankfachwirt (IHK) an der Frankfurt School of Finance & Management. Ab 2013 nahm er dort ebenfalls berufsbegleitend ein Studium auf, das er 2015 als Diplom-Bankbetriebswirt abschloss. Bis zu seiner Wahl in den Deutschen Bundestag im Jahr 2017 war er danach als Firmenkundenberater bei der Deutschen Kreditbank (DKB) in Halle (Saale) tätig.

## Politische Karriere

### Partei und Kommunalpolitik
Im Jahr 2004 wurde Müller Mitglied der Jungen Union und trat ein Jahr später der CDU bei. Seit 2006 ist er im Kreisvorstand der CDU Wittenberg als Beisitzer aktiv; im Jahr 2007 wurde er erstmals in den Kreistag des Landkreises Wittenberg gewählt, dem er seither ununterbrochen angehört. 
Seit 2009 ist er Mitglied im Stadtrat Gräfenhainichen; bis 2018 hatte er dort den Vorsitz des Finanzausschusses inne und war von 2015 bis 2022 stellvertretender Vorsitzender des CDU-Regionalverbandes Gräfenhainichen.
Von 2018 bis 2021 leitete Müller den Landesfinanzausschuss der CDU Sachsen-Anhalt. Im Jahr 2022 wurde er in den Beirat für jüdisches Leben des Landes Sachsen-Anhalt berufen. Darüber hinaus wirkt er als kooptiertes Mitglied im Landesvorstand der Christlich-Demokratischen Arbeitnehmerschaft (CDA) Sachsen-Anhalt mit.

### Abgeordneter des Bundestages
Müller trat bei der Bundestagswahl 2017 im Wahlkreis Dessau – Wittenberg als Direktkandidat und Nachfolger von Ulrich Petzold (CDU) an, der nicht erneut kandiert hatte. Mit 35,2 Prozent der Erststimmen zog er in den 19. Deutschen Bundestag ein und war in seiner ersten Legislaturperiode ordentliches Mitglied im Finanzausschuss.
Bei der Bundestagswahl 2021 konnte Müller das Direktmandat verteidigen und erzielte mit 34,3 Prozent das beste Erststimmenergebnis eines CDU-Kandidaten in Ostdeutschland. In der 20. Legislaturperiode übernahm er den Vorsitz der CDU-Landesgruppe Sachsen-Anhalt. Zudem wurde er im Dezember 2021 zum stellvertretenden Vorsitzenden der CDU/CSU-Bundestagsfraktion für die Themenbereiche Gesundheit, Neue Länder, Sport, Ehrenamt und Petitionen gewählt.
Für die Bundestagswahl 2025 wurde Müller als Spitzenkandidat der CDU Sachsen-Anhalt nominiert und trat als Direktkandidat im neu zugeschnittenen Wahlkreis Anhalt – Dessau – Wittenberg an. Trotz des mit 29,5 Prozent erneut besten CDU-Erststimmenergebnisses in Ostdeutschland unterlag er dem AfD-Kandidaten Volker Scheurell im Kampf um das Direktmandat. Über Platz 1 auf der Landesliste Sachsen-Anhalt zog er jedoch erneut in den Bundestag ein. In der 21. Legislaturperiode ist er weiter Vorsitzender der CDU-Landesgruppe Sachsen-Anhalt und wurde als stellvertretender Vorsitzender der Unionsfraktion bestätigt. Er verantwortet neu die Politikbereiche Wirtschaft und Energie, Mittelstand, Tourismus und Neue Länder.

## Kontroverse
Im Januar 2024 geriet Müller in die Kritik, nachdem er in einem Beitrag in den sozialen Medien den Hashtag „Deutschland erwache“ verwendet hatte, der historisch mit der SA verbunden ist und als verfassungswidrig gilt. Er erklärte, der Beitrag sei unter Einsatz künstlicher Intelligenz entstanden und die Verwendung des Hashtags sei unbeabsichtigt erfolgt. Nach Bekanntwerden löschte er den Beitrag umgehend. Ein eingeleitetes Ermittlungsverfahren wurde mangels Anfangsverdachts eingestellt.

## Auszeichnungen
Die Zeitschrift Capital zählte Müller in den Jahren 2022, 2023 und 2024 jeweils zu den „Top 40 unter 40“ im Bereich Politik.

## Privates
Müller ist konfessionslos und Vater eines Sohnes (* 2013). Er lebt in einer Beziehung mit seinem Fraktionskollegen Wolfgang Stefinger. Im Januar 2023 machten beide ihre Partnerschaft zeitgleich öffentlich und gelten seither als erstes offen gleichgeschlechtliches Paar im Bundestag.